# ヴィオラ・バスタルダ
ヴィオラ・バスタルダ（伊：Viola bastarda）は、16～17世紀にかけて、主にイタリアで使われたヴィオール族の擦弦楽器。
16世紀後半の音楽の演奏において、アンサンブルの中で装飾を加えていくうちに、書かれた声部から離れて自由に演奏する傾向が生まれ、このような演奏を「アッラ・バスタルダ alla bastarda 」と呼ぶようになるが、その中でリュート、ハープと並んでヴィオラ・ダ・ガンバが主導的な役割を持つようになり、この用途のために使われたヴィオラ・ダ・ガンバがこのように呼ばれるようになったと思われる。
16世紀半ば過ぎに演奏が名人芸的な方向を目指すようになると、このような演奏のために標準以外の大きさの楽器が作られるようになり、さらに16世紀終わりには音域を広げて更に華やかな演奏をするようになって特殊な調弦をされた「テナーでもなく、バスでもなく、ちょうどその両者の間の大きさ」の楽器として、ヴィオール族の中でも特別なカテゴリーの楽器として独立する。
ヴィオラ・バスタルダは声楽とともに演奏する「コンチェルトconcerto」、つまり通奏低音の楽器群の中で使われたり、独奏では主に即興演奏や、有名なマドリガーレなどを元に、ジャズのスタンダード曲のようにインプロヴィゼーションして演奏するマドリガーレ・パッセッジャータ Madrigale passeggiata などに良く使われたようである。即興性の強い楽器だったせいか、残された楽譜は多くない。

## 主な作曲家
- アウレリオ・ヴィルジリアーノ（フランス語版）
- ジローラモ・ダッラ・カーザ（英語版）
- オラツィオ・バッサーニ（英語版）
- リッカルド・ロニョーニ（英語版）
- フランチェスコ・ロニョーニ
- クラウディオ・モンテヴェルディ
- ヴィンチェンツォ・ボニッツィ
- アダム・ヤジェンプスキ
- アンジェロ・ノターリ（イタリア語版）